# Кінтанілья-де-Арріба
Кінтанілья-де-Арріба (ісп. Quintanilla de Arriba) — муніципалітет в Іспанії, у складі автономної спільноти Кастилія-і-Леон, у провінції Вальядолід. Населення — 192 особи (2010).
Муніципалітет розташований на відстані близько 140 км на північ від Мадрида, 42 км на схід від Вальядоліда.

## Демографія
Динаміка населення (INE ):

## Галерея зображень

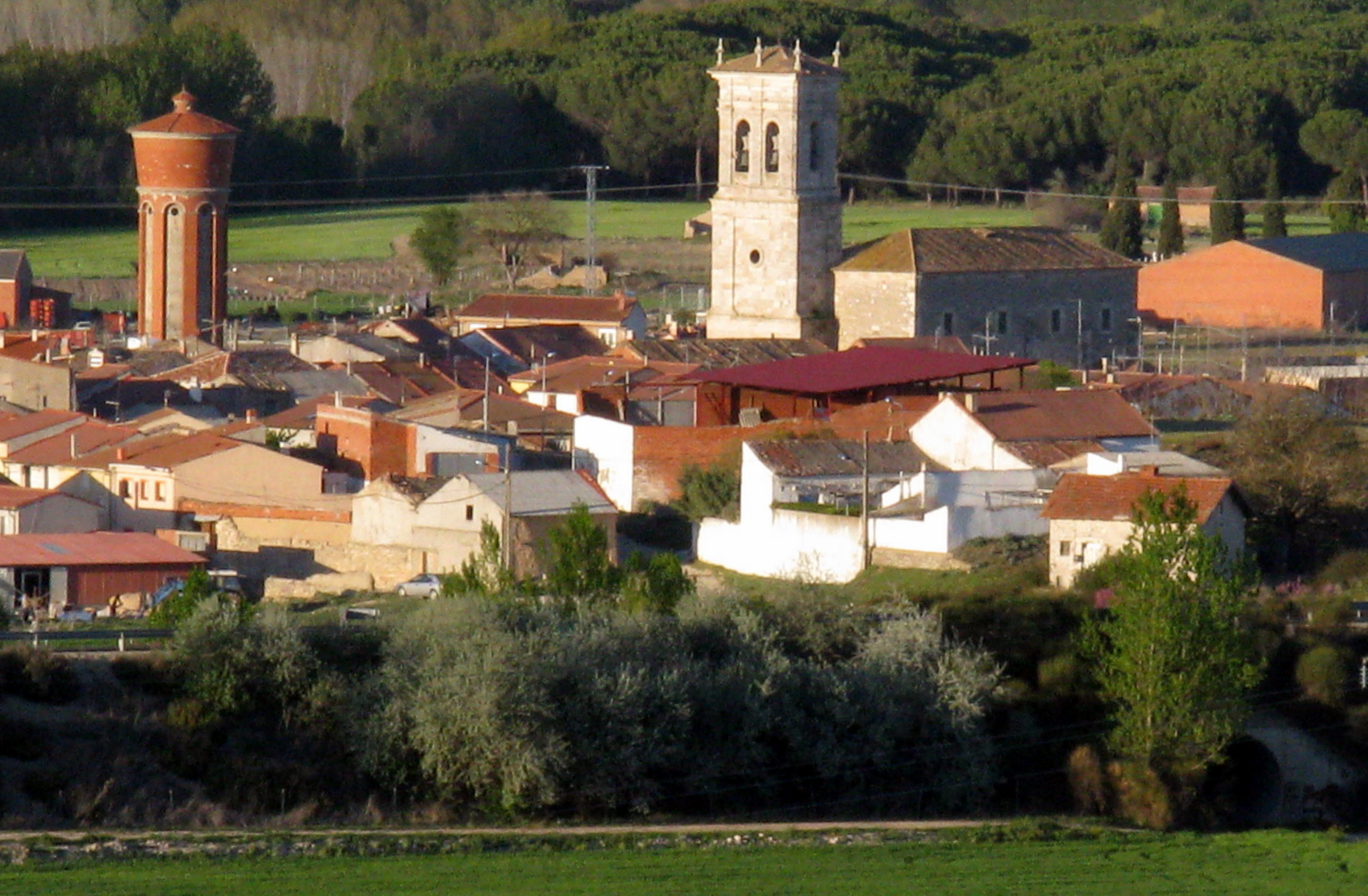
Кінтанілья, церква Санта-Марія-де-ла-Асунсьйон